# Berlin hört und sieht
Berlin hört und sieht: Rundfunk und Theater (Untertitel auch: Die reichillustrierte Funkzeitschrift) war eine illustrierte Wochenzeitschrift aus dem Zeitungsverlag von August Scherl, die ab Januar 1932 erschien. Mit der Nr. 22 von 1941 stellte die Zeitschrift ihr Erscheinen ein.
Die reich mit Schwarzweiß-Fotografien bebilderte Illustrierte hatte Theater, Kino und Rundfunk zum Thema und informierte auch über deren Programm. Zudem fanden Prominente und gesellschaftliche Ereignisse Erwähnung. Zeitweise wurde eine Auflage von über einer Million Exemplare gedruckt. Berlin hört und sieht wurde später mit der Rundfunk-Programmzeitschrift Europa Stunde vereinigt. Wie bei heutigen Printmedien dieses Genres war auch Werbung reichlich enthalten. Zu Mitarbeitern zählten Otto Rombach, Hermann Schreiber und Curt Rint. 
Gedruckt wurde die Zeitschrift in Berlin im Auftrag des Verlags August Scherl Nachfahren GmbH. Das Erscheinen dieser Boulevard-Zeitschrift wurde 1941 eingestellt.